# Idioma cáingang
El idioma káingang (transcripción: [kaiŋãŋ]) es una lengua indígena amazónica hablada por los káingang en el sur de Brasil que forma parte de la familia de las lenguas yê. El pueblo kaingáng está formado por unas 30 mil personas, de las cuales entre un 60% y un 65% habla la lengua. La mayoría de los hablantes son bilingües y hablan también portugués.

## Introducción
El idioma kaingáng es un miembro bien conocido de la familia Yê (o Gê) que a su vez es una subfamilia de las lenguas macro-yê. El territorio donde se habla kaingáng se extiende por los estados de São Paulo, Paraná, Santa Catarina y Río Grande do Sul (a principios de siglo XX también se hablaba en Misiones (Argentina)). Actualmente viven en unos 30 territorios (similares a reservas indias), especialmente en Río Grande do Sul y Paraná. 
En los años 1960, debido al interesde los misioneros (liderado por el Summer Institute of Linguistics (SIL)), la lengua kaingáng fue estudiada por Úrsula Wiesemann. Wiesemann propuso una ortografía para la lengua, que todavía está en uso (a pesar de ciertos problemas). Se pueden encontrar ejemplos escritos en kaingáng en línea, por ejemplo, en Omniglot.

## Fonética

### Vocales
|               |               | anterior   | posterior | posterior |
| no redondeada | no redondeada | redondeada |           |           |
| ------------- | ------------- | ---------- | --------- | --------- |
| cerrada       | oral          | i (i)      |           | u (u)     |
| cerrada       | nasal         | ĩ (ĩ)      |           | ũ (ũ)     |
| semicerrada   | oral          | e (e)      | y (ɤ)     | o (o)     |
| semiabierta   | oral          | é (ɛ)      | á (ʌ)     | ó (ɔ)     |
| semiabierta   | nasal         | ẽ (ɛ̃)      | ỹ (ʌ̃)     | ã (ɔ̃)     |
| abierta       | oral          |            | a (ɑ)     |           |

## Gramática
Una característica peculiar de las lenguas yê, que el kaingáng ejemplifica bastante bien, es el marcaje de núcleo que se da en sintagmas compuestos, que se diferencia entre la referencia contextual (CNT) y no contextual (NCNT). Los ejemplos (1)-(3) proceden de la variante de Panará:
(1) sɔti j-akoa
animal CNT-boca
'la boca del animal'
(2) sɔti j-õtɔ
animal CNT-lengua
'la lengua del animal'
(3) s-õtɔ s-akoa amã
NCNT-lengua NCNT-boca en
'su lengua en su boca'
En (1) y (2) la marca del núcleo es j- ya que el poseedor está adyacente (contextualmente contiguo) mientras que en (3) la marca es s- ya que el poseerdor no es contextualmente contiguo